# Paulien van Deutekomová
Paulien van Deutekomová (4. února 1981 Haag – 2. ledna 2019) byla nizozemská rychlobruslařka.
Závodila na domácích závodech, na podzim roku 2005 se poprvé kvalifikovala na Světový pohár, kde se v této sezóně umístila v celkovém hodnocení na trati 1500 m na šestém místě. Na zimní olympiádě 2006 skončila na této distanci na třinácté příčce. Následující sezónu se zapojila i do světových šampionátů ve víceboji i na jednotlivých tratích, vyjma stříbrné medaile ze závodu družstev se však umístila vždy těsně pod stupni vítězů. Jejím největším úspěchem byla sezóna 2007/2008. Na mistrovství Evropy vybojovala stříbrnou medaili, vícebojařský světový šampionát vyhrála a z mistrovství světa na jednotlivých tratích si odvezla dvě stříbra z tratí 1500 a 3000 m a jedno zlato ze stíhacího závodu družstev. V celkovém hodnocení Světového poháru skončila na trati 1500 m čtvrtá. V dalších letech ale její výkonnost upadala. Sportovní kariéru ukončila po sezóně 2011/2012.
V létě 2018, nedlouho po narození dcery, jí lékaři diagnostikovali rakovinu plic, na níž 2. ledna 2019 ve věku 37 let zemřela.